# پاسخ برانگیخته شنوایی ساقه مغز
پاسخ برانگیخته شنوایی ساقه مغز (به انگلیسی: brainstem auditory evoked potentials) یا به اختصار BAEPs، بخشی از پتانسیل‌های برانگیخته شنوایی هستند. این سیگنال‌ها بیانگر فعالیت الکتریکی اعصاب شنوایی، هسته حلزونی مغز در پاسخ به یک محرک شنوایی می‌باشند.
سیگنال‌های الکتریکی پاسخ برانگیخته شنوایی ساقه مغز که با نام ABR (به انگلیسی: auditory brainstem responses) نیز شناخته می‌شوند، ۱–۲ میلی ثانیه پس از وقوع تحریک شنوایی، در سیگنال مغزی افراد ظاهر می‌شوند.
از پاسخ برانگیخته شنوایی ساقه مغز برای بررسی عملکرد اعصاب شنوایی و همچنین ساقه مغز استفاده می‌شود.